# Bethlen János (politikus, 1792–1851)
Bethleni gróf Bethlen János (Betlenszentmiklós/Pest, 1792. február 9. – Pest, 1851. március 17.) politikus, nagybirtokos, az 1848–49-es forradalom és szabadságharc harcosa.

## Életpályája
A nagyenyedi református kollégiumban tanult. Részt vett a napóleoni háborúkban. 1814–1822 között a bécsi erdélyi udvari kancellária titkára volt. 1822-től Kolozsváron élt, ahol egyik vezére lett az erdélyi reformereknek. Az 1837-es nagyszebeni országgyűlésen hathatós agitációjára buktatták meg a gubernátorjelöltségben Estei Ferdinánd főherceget. Fontos szerepe volt abban, hogy az 1848-i kolozsvári erdélyi országgyűlés kimondta az uniót Magyarországgal. Bem hadseregében is szolgált. 1849-ben a köztársaság híve volt.

## Családja
Szülei: Bethlen Sámuel (?–1815) és fricsi Fekete Klára. Első felesége 1823-tól uzoni gr. Béldi Rozália (1800–1836) volt. Fia: Bethlen Miklós (1831–1899) honvédtiszt, színész, szerkesztő volt. Második felesége 1837-től hadadi br. Wesselényi Zsuzsanna (1808–1891) volt. Fia: Bethlen István (1839–1881) és Bethlen Aurél (1843–1906) volt.
Eredetileg a budai sírkertben helyezték nyugalomra 1851. március 19-én, jelenleg a Fiumei úti sírkertben nyugszik.

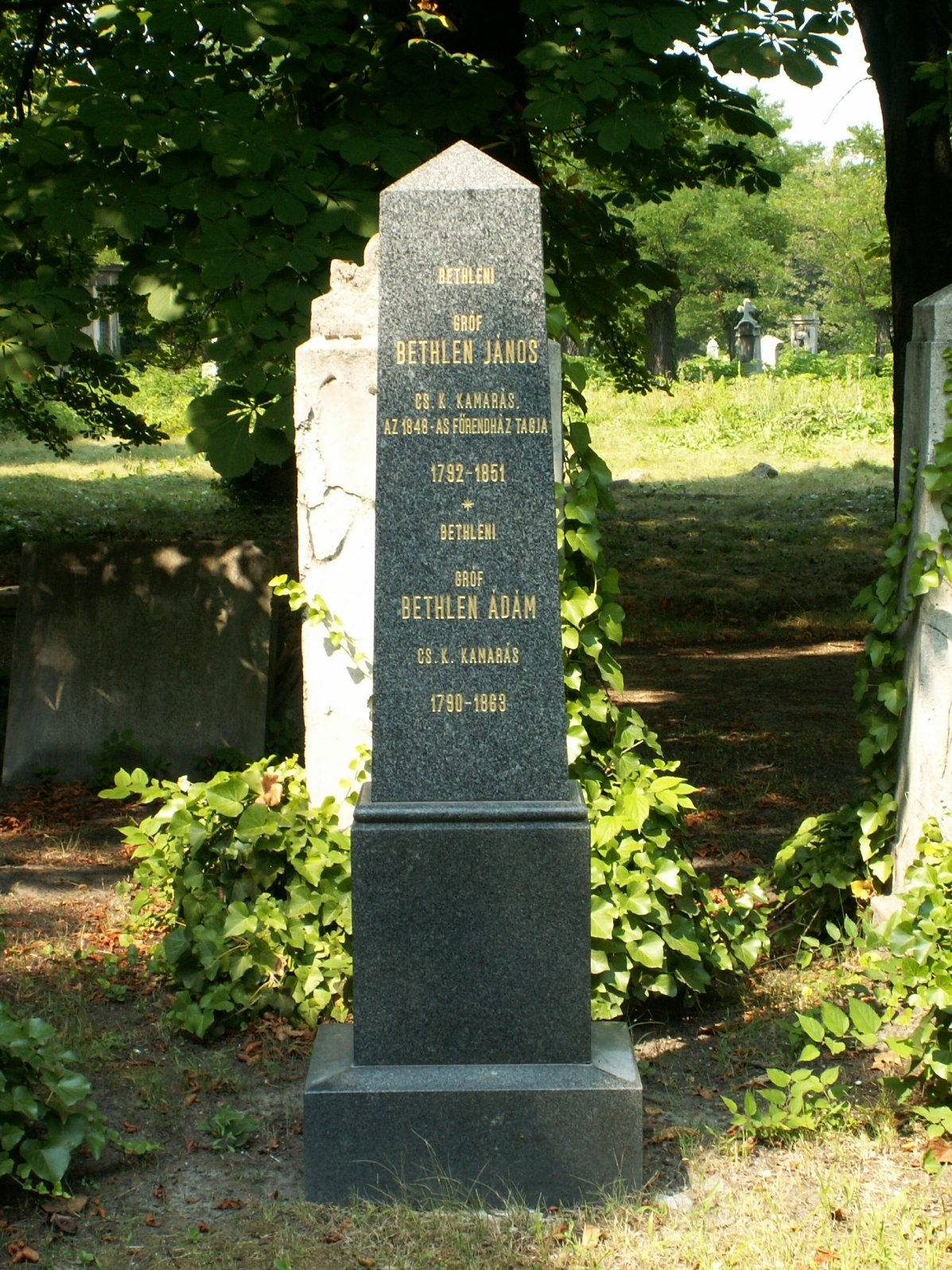
Sírja a Fiumei úti sírkertben (17/1-1-68)